# Аврущенко, Владимир Израилевич
Владимир Израилевич Аврущенко (4 [17] июня 1908, Ямполь, Подольская губерния — сентябрь 1941, около Пирятина) — русский советский поэт. Писал, в том числе, красноармейские песни; выступал в качестве переводчика на русский язык с украинского, белорусского и осетинского.

## Биография
С 1918 по 1925 гг. проживал в Полтаве, где окончил среднюю школу. Здесь же начал он писать стихи. Первое стихотворение было напечатано в харьковской комсомольской газете в 1925 году. 

В этом же году Владимир Израилевич переехал в Москву. Учился на Высших литературных курсах (1936—1937 гг.) и в Литературном институте. Его стихи публиковались в газетах:
- «Комсомольская правда»,
- «Литературная газета»,
- «Крестьянская газета»;

в журналах:
- «Огонёк»,
- «Молодая гвардия»,
- «Новый мир»,
- «Октябрь»
- и др.

В 1928 году был осуждён на три года тюрьмы по статье 153 ч. 2 УК РСФСР по нашумевшему «Делу трёх поэтов» или «трёх „А“» (Анохин, Аврущенко и Альтшуллер), за соучастие в изнасиловании студентки Высших литературных курсов Зинаиды Исламовой, приведшему к её самоубийству. Был освобождён досрочно.
В 1930—1932 годы проходил службу в Красной Армии, в танковой дивизии; работал в редакции «Красноармейской радиогазеты». В начале Великой Отечественной войны призван по мобилизации, техник-интендант 1 ранга (лейтенант); работал в армейской газете 5-й армии «Боевой поход» корреспондентом; старший политрук (капитан).
Был ранен, захвачен в плен в сентябре 1941 года и жестоко казнён (разорван танками).
Похоронен в братской могиле, в селе Кейбаловка Пирятинского района. Член ВКП(б) с 1941.
Произведения Аврущенко вошли в коллективный сборник «Строка, оборванная пулей» (Київ, 1976 г.).

## Семья
Жена — Собина Зиновьевна Орлова (1908 — ?)

## Творчество
До войны было напечатано более 100 стихотворений; более 50 переводов на русский язык с украинского, белорусского, осетинского и других языков. Одним из первых стал переводить украинского поэта Владимира Сосюру, осетина Коста Хетагурова.
- 1931 — книга очерков «Фабрика на запруде»,
- 1932 — в Москве вышел сборник стихов «Четвёртый батальон»,
- 1933 — книга путевых очерков «На переломе…» (совместно с М. Пушкиным)[11].
- 1935 — в Полтаве: сборник «Полтава»,
- 1937 — в Киеве: сборник «Сады».

В 1971 году вышла книга стихов Аврущенко «Клятва».

## Память
Его имя высечено на мемориальной доске в Центральном доме литераторов в Москве (ЦДЛ):

МОСКОВСКИЕ ПИСАТЕЛИ, ПОГИБШИЕ НА ФРОНТАХ Великой Отечественной войны 1941—1945 г.г., среди них: В. И. Аврущенко, Д. М. Алтаузен, В. Э. Багрицкий, М. Ф. Винер, М. Я. Тригер и другие